# Drymophila devillei
El tiluchí estriado occidental (Drymophila devillei), también denominado hormiguerito estriado (en Colombia), hormiguero estriado (en Ecuador y Perú) o tiluchí estriado, es una especie de ave paseriforme de la familia Thamnophilidae perteneciente al género Drymophila. Es nativo de la cuenca amazónica occidental en América del Sur. 

## Distribución
Se distribuye en el occidente de la Amazonia, en el centro sur de Colombia y noreste de Ecuador, y el en sureste de Perú, norte y centro de Bolivia y Amazonia brasileña occidental.
Esta especie es considerada localmente bastante común (más rara en Ecuador y Colombia) en su hábitat natural: confinada a macizos de bambuzales Guadua en selvas húmedas, hasta los 1300 m de altitud, en Perú.

## Sistemática

### Descripción original
La especie D. devillei fue descrita por primera vez por los ornitólogos francés Auguste Ménégaux y austríaco Carl Eduard Hellmayr en 1906 bajo el nombre científico Formicivora devillei; localidad tipo «noreste de Perú; error = Cuzco, sureste de Perú».

### Etimología
El nombre genérico femenino «Drymophila» se compone de las palabras del griego «drumos»: bosque, bosquecillo, soto y «philos»: amante; significando «amante del sotobosque»; y el nombre de la especie «devillei», conmemora al naturalista, taxidermista y colector francés Émile Deville (1824-1853).»

### Taxonomía
Puede ser pariente próxima a Drymophila caudata (incluyendo D. klagesi y D. hellmayri). Los estudios genéticos, combinados con observaciones de campo, sugieren una diferenciación entre las poblaciones a oriente y a occidente del río Madeira, lo que implicaría en haber más de una especie envuelta, pero se considera que las diferencias vocales y otras son mínimas y poco convincentes.

### Subespecies
Según la clasificación del Congreso Ornitológico Internacional (IOC) (Versión 7.3, 2017) y Clements Checklist v.2016, se reconocen 2 subespecies, con su correspondiente distribución geográfica:
- Drymophila devillei devillei (Ménégaux & Hellmayr, 1906) – centro sur de Colombia (oeste de Meta, Nariño, oeste de Putumayo), noreste de Ecuador (Napo), sureste de Perú (Ucayali, este de Cuzco, Madre de Dios), suroeste de la Amazonia brasileña (oeste del río Madeira en el oeste de Amazonas y Acre) y noroeste y centro de Bolivia (Pando, La Paz, Cochabamba).
- Drymophila devillei subochracea Chapman, 1921 – centro sur de la Amazonia brasileña (al este de los ríos Madeira y Mamoré en el este de Amazonas, Rondônia, oeste y norte de Mato Grosso y oeste de Pará) y noreste de Bolivia (noreste de Santa Cruz).